# 代訓球員
代訓球員是指由台灣的中華職棒各球隊代為培訓的役男球員，「代訓」就是以職棒培訓代替服兵役之意。此項制度是由教育部體育署（及其前身行政院體育委員會）所主導，以及內政部役政署、中華民國國防部、中華民國棒球協會等相關單位的配合，委由中華職業棒球大聯盟各球團代為培訓原本「國軍儲訓棒球隊」（簡稱國訓隊）的服役成人棒球球員，於2003年12月開始實施此項制度。此項制度實施之後，以往中華民國國軍行之有年的軍中棒球隊（陸軍陸光、空軍虎風、海軍海光、國光、國軍、國訓…等隊）從此成為歷史名詞。

## 制度簡介
基於健全台灣職棒運動的發展，早日建立二軍制度是職棒運動未來的必經之路，因此選訓在服役期間的成棒球員進入各職棒球隊實施代訓，期望真正的職棒二軍制度能在2007年之前完成雛型；屆時職棒球團每隊將至少有五十位球員以上，將可避免職棒球員因負傷上陣所造成的傷害。同時透過一軍與二軍的良性競爭，並透過二軍賽事提供復健、訓練與養成，讓國內職棒水準向上提升，甚至可以為有意進軍職棒的選手增加就業機會。
代訓球員進入職棒球隊接受代訓，必須透過特別舉辦的「代訓球員選秀會」。代訓球員選秀會比照職棒新人選秀會，由各球團選擇屬意的球員入隊後實施代訓；唯一與新人選秀會不同的是，參與代訓球員選秀會的各球團不得放棄選秀權。另外，代訓球員選秀會已經具備正式的選秀性質，因此除了沒有立即進入職棒球隊的球員之外，代訓球員退伍之後，不必再參加其他選秀會即可進入中華職棒。

## 相關規定
根據中華職棒現行相關條文，代訓球員退伍後加入職棒，有以下幾點規定：
1. 代訓球員退伍之後，應以加入原職棒代訓球隊為優先。代訓球團若有意與代訓球員簽約，應於該球員退伍前十五天內，向中華職棒請求登錄為「保留球員」。保留球員必須於退伍後三個月內與代訓球團完成簽約，否則至少一年內不得加入其他職棒球隊。
2. 職棒代訓球員退伍後若不願加入原代訓球隊，除了至少一年內不得加入其他職棒球隊之外，必須參加新人選秀會，並由屬意的職棒球團選入並簽約，才能夠進入中華職棒。該球員參加新人選秀會時，原職棒代訓球隊不能再度選入該球員。
3. 原職棒代訓球隊若未於代訓球員退伍前十五天之內向聯盟提出正式的保留聲明，則該球員於退伍之後自然成為「自主球員」。國內外各職棒球隊均有權與該球員展開交涉，並簽約納入該隊旗下成為正式球員。
4. 職棒代訓球員退伍之前，視為現役軍人，任何球隊均不得與其簽約。

## 役別限制
1. 代訓球員分為「補充役」與「替代役」兩種。
2. 入選補充役的球員僅需接受12天的軍事訓練，但必須接受五年的列管；若取得奧運前三名、亞運第一名的成績，可向教育部體育署申請提前解除列管。
3. 入選替代役的球員需代訓兩年；退伍後一年內成績考核及格者，可向教育部體育署申請提前解除列管。
4. 特優選手在國內訓練環境不如國外情況下，可前往國外職棒球團發展，但必須接受五年的列管；期間若國家徵召參加國際重大比賽，必須配合返國參賽。

## 選拔標準
- 甄選資格：

1. 最近兩年曾經入選國家成棒代表隊參加國際正式錦標賽（亞錦賽、洲際盃、世大棒、世界盃、亞運、奧運）或其儲訓隊至少連續一年以上者，得參加甄選。
2. 最近兩年參加全國甲組成棒春季聯賽獲得團隊前四名，或協會盃棒球賽、大專甲組棒球聯賽前兩名，且有出場紀錄者，或獲得上述賽事個人獎項者，得參加甄選。
3. 曾經拒絕國家棒球代表隊徵召者，不得參加甄選。
4. 曾受中華奧會、中華棒協、大專體總、高中體總等單位判處禁賽，且禁賽處分至報名截止日期仍未解除者，不得參加甄選。
5. 未滿二十歲者，不得參加甄選。（僅以出生年次計算）

- 術科測驗：

1. 基本體能測驗（佔總成績百分之三十）：60秒仰臥起坐、30秒伏地挺身、4×十公尺折返跑、五十公尺衝刺跑、三千公尺耐力跑。
2. 專項技術測驗（佔總成績百分之七十）：投手部份：快速球、變化球、遠投；野手部份：傳接球、打擊、跑壘、遠投。
3. 運動成就加分（每一次加分百分之十）：符合甄選資格第一項者，每入選一次國手經歷，加術科總分10%之成績。

## 附錄：
- 其他實施代訓球員制度的運動項目：田徑、舉重、射擊、體操、排球、籃球、足球、手球、橄欖球、保齡球、高爾夫球、軟式網球…等。

- 代訓球員在台灣棒球維基館上的頁面（繁體中文）